# Nom de convention
Un nom de convention ou nom de commodité est un nom donné en histoire de l'art pour regrouper les œuvres d'un artiste dont la véritable identité a été perdue. 

## Définition
La pratique est née de la nécessité de pouvoir classifier les œuvres de ces artistes qui ont produit des œuvres généralement ni titrées, ni signées, ou parfois simplement marquées d'un signe ou d'initiales, et ce afin d'éviter toute confusion. Les termes de « maître anonyme à nom provisoire » ou encore « nom d'emprunt » sont parfois aussi utilisés. En anglais, on utilise le terme de Masters with provisional names et en allemand Meister mit Notnamen (ou « nom de secours »). Le nom de convention est généralement établi par un historien de l'art à partir de la première œuvre qui a permis d'isoler l'artiste. Plusieurs noms de convention ont parfois désigné un même artiste. Ce nom est ainsi parfois amené à changer, voire à disparaître lorsque l'artiste a véritablement été identifié. Il peut aussi apparaître que le nom ne désigne pas un seul artiste mais un atelier ou un groupe de plusieurs artistes.

## Exemples
- Maître de Bedford : doit son nom à son principal client, Jean de Lancastre, duc de Bedford
- Maître des anges rebelles : doit son nom à son œuvre principale, La Chute des anges rebelles
- Maître du Saint-Sang : doit son nom de l'institution qui lui a commandé son œuvre principale, la confrérie du Saint-Sang
- Maître aux mains volubiles : doit son nom à son habitude de représenter des personnages avec des mains qui semblent toujours en mouvement
- Maître des Initiales de Bruxelles : doit son nom aux lettrines qu'il a réalisé dans un manuscrit enluminé conservé aujourd'hui à Bruxelles
- Maître E. S. : doit son nom des initiales dont il signe ses estampes.
- Maître de 1310 : doit son nom à la date d'exécution de son œuvre principale
- Pseudo-Jacquemart : doit son nom à sa faculté de copier un autre peintre, Jacquemart de Hesdin